# Ат-Тіха
Ат-Тіха (англ. al-Tiha, араб. الطيحة) — поселення в Сирії, що складає невеличку друзьку общину в нохії Габагіб, яка входить до складу мінтаки Ес-Санамейн в південній сирійській мухафазі Дара.